# Prêmio FIFA Ferenc Puskás de 2010
O Prémio FIFA Ferenc Puskás de 2010 foi uma premiação para eleger o golo mais bonito do ano Foi realizado no dia 10 de janeiro de 2011 e teve como vencedor o futebolista turco Hamit Altintop, no jogo entre Turquia e Cazaquistão, nas Qualificações para o Campeonato Europeu de Futebol de 2012.

## Candidatos
| Posição     | Jogador                  | Nacionalidade    | Time          | Oponente        | Resultado | Competição                                    | % votos |
| ----------- | ------------------------ | ---------------- | ------------- | --------------- | --------- | --------------------------------------------- | ------- |
| 1°          | Hamit Altıntop           | Turquia          | Turquia       | Cazaquistão     | 0–2       | Qualificações para Eurocopa de 2012           | 40.55%  |
| 2º          | Linus Hallenius          | Suécia           | Hammarby      | Syrianska       | 2–0       | Campeonato Sueco de 2010                      | 13.23%  |
| 3°          | Matty Burrows            | Irlanda do Norte | Glentoran     | Portadown       | 1–0       | Campeonato Norte-Irlandês de 2010             | 10.61%  |
| Sem posição | Giovanni van Bronckhorst | Países Baixos    | Países Baixos | Uruguai         | 1–0       | Meia final da Copa do Mundo de 2010           | N/A     |
| Sem posição | Lionel Messi             | Argentina        | Barcelona     | Valencia        | 3–0       | Campeonato Espanhol de 2009-10                | N/A     |
| Sem posição | Samir Nasri              | França           | Arsenal       | Porto           | 5–0       | Elim. da Liga dos Campeões de 2009–10         | N/A     |
| Sem posição | Neymar                   | Brasil           | Santos        | Santo André     | 2–1       | Campeonato Paulista de 2010                   | N/A     |
| Sem posição | Arjen Robben             | Países Baixos    | Bayern Munich | Schalke 04      | 1–0       | Meia final da Copa da Alemanha                | N/A     |
| Sem posição | Siphiwe Tshabalala       | África do Sul    | África do Sul | México          | 1–1       | Fase de grupos da Copa do Mundo de 2010       | N/A     |
| Sem posição | Kumi Yokoyama            | Japão            | Japão         | Coreia do Norte | 2–1       | Meia final do Mundial Feminino Sub-17 de 2010 | N/A     |